# Pictures (Spiel)
Pictures ist ein kreatives Ratespiel von Christian und Daniela Stöhr, das 2019 beim PD-Verlag sowie im englischsprachigen Raum bei Rio Grande Games erschienen ist. Bei dem Spiel geht es darum, dass Spieler ein vorgegebenes Bild nachstellen und andere dieses erraten müssen. Dabei bekommen die Spieler unterschiedliche Materialien zur Verfügung gestellt, um die Begriffe darzustellen.
Das Spiel wurde 2020 als Spiel des Jahres ausgezeichnet und gewann 2021 den MinD-Spielepreis der Hochbegabtenvereinigung Mensa in Deutschland.

## Thema und Ausstattung
Bei Pictures handelt sich um ein kreatives Ratespiel, bei dem die Spieler ähnlich wie bei klassischen Zeichenspielen jeweils einen vorgegebenen Begriff nachstellen müssen. Dabei bekommen alle Mitspieler verschiedene Materialien, mit denen sie ein aus einer Auslage vorgegebenes Bild darstellen müssen. Die Spieler bekommen jeweils Punkte für das Erraten von Begriffen, die andere Mitspieler nachgestellt haben, wie auch dafür, dass ihre Darstellungen erkannt wurden.
Das Spielmaterial von Pictures besteht neben der Spielanleitung aus:
- 91 Fotokarten,
- 48 Foto-Auswahlplättchen mit Buchstaben-Zahlenbezeichnungen von A1 bis D4,
- 5 Sets von Materialien und je einem Pictures-Emblem, darunter
  - ein Set aus 6 verschiedenen Bauklötzen,
  - ein Set aus zwei Schnürsenkeln unterschiedlicher Länge,
  - ein Set aus 4 Holzstöcken und 4 Steinen,
  - ein Set aus 19 Symbolkarten, und
  - ein Set aus 24 Farbwürfelchen und einem Bilderrahmen,
- jeweils 4 ovale Buchstaben und Zahlenplättchen,
- einem Stoffbeutel, und
- einem Papierblock.

## Spielweise
Zur Vorbereitung wird aus den ovalen Buchstaben und Zahlenkarten ein Raster von vier mal vier Feldern gelegt, in das 16 Karten aus dem durchgemischten Fotokartenstapel ausgelegt werden. Jeder Spieler bekommt einen Zettel vom Papierblock, ein Schreibwerkzeug und ein zufällig zugeordnetes Materialset. Die 48 Foto-Auswahlplättchen werden in den Stoffbeutel gelegt und gut durchmischt, danach zieht jeder Mitspieler ein Plättchen.
Das gezogene Plättchen gibt an, welches Foto aus der Auslage von dem jeweiligen Spieler nachgestellt werden muss. Alle Spieler versuchen nun gleichzeitig die jeweils zutreffenden Bilder mit ihrem Materialienset nachzustellen, das Pictures-Emblem wird dazu genutzt, die Unterseite zu kennzeichnen. Nachdem alle Spieler fertig sind, schauen sich alle Spieler die Bilder ihrer Mitspieler an und raten, welches der Bilder als Vorbild gedient haben könnte und schreiben dies auf ihren Zettel. Haben alle Spieler für alle Gegner ihre Tipps abgegeben, kommt es zur Auswertung, bei der jeder Spieler benennt, welche Bilder seiner Ansicht nach nachgestellt wurde. Für jede korrekte Kombination erhält jeweils der Ratende wie auch der Darsteller einen Punkt, der auf dem Zettel notiert wird.
Wurden alle Tipps abgerechnet, beginnt die nächste Runde und alle Materialien wandern um eine Person weiter. Bei weniger als 5 Mitspielern wird ein Materialsatz aus der Runde genommen und durch einen anderen Satz ausgetauscht. Insgesamt werden fünf Runden gespielt, sodass jeder Spieler einmal mit jedem Materialset arbeiten musste. Das Spiel endet nach der Tippauswertung der fünften Runde, Gewinner ist der Spieler mit der höchsten Gesamtpunktezahl.

## Versionen und Rezeption
Das Spiel Pictures wurde von dem Spieleautorenpaar Christian und Daniela Stöhr entwickelt und 2019 bei dem Kleinverlag PD-Spiele in einer deutsch/englischen Version veröffentlicht. 2020 erschien das Spiel zusätzlich auf Englisch bei dem amerikanischen Verlage Rio Grande Games sowie auf Ungarisch bei Gém Klub Kft. Bis Ende 2021 erschien das Spiel in 25 Sprachen, darunter auf Koreanisch, Japanisch, Chinesisch, Spanisch und Portugiesisch, Französisch, Niederländisch, Polnisch und in einer Version für die Nordeuropäischen Sprachen.
2020 wurde es gemeinsam mit den Spielen My City und Nova Luna für die Auszeichnung als Spiel des Jahres nominiert und konnte sich gegen diese durchsetzen. Der Spielekritiker Harald Schrapers schrieb zu dem Spiel: „Ob in kleiner oder großer Runde mit bis zu fünf Personen – Pictures funktioniert in unterschiedlichen Zusammensetzungen.“ Nach seiner Ansicht ist Pictures „ein lebendiges Erlebnis, kurzweilig und flott durchgespielt.“ Udo Bartsch bewertet das Spiel mit seiner 5-Sterne-Wertung „reizvoll“. Er resümiert

„Die Grundidee, etwas nachzubilden und zu erraten, ist nicht völlig neu. Auch die Verwendung unzureichender, weil absichtlich reduzierter Materialien gab es schon. PICTURES gewinnt dem Genre dennoch etwas Neues ab. Dass alle gleichzeitig erst bilden und dann raten, stellt einen schönen Spielfluss her. Der erzwungene Materialtausch verhindert Gewöhnung und gleicht die Fähigkeiten der Beteiligten etwas aus. Wer mit den Schnürsenkeln überhaupt nicht zurechtkommt, ist vielleicht ein Farbwürfeltalent. PICTURES spricht verschiedene Sinne an und verbindet auf harmonische, angenehme und vor allem spielerische Weise Handarbeit, Kreativität und Intellekt.“

Der Verlag produzierte bis zur Verleihung der Auszeichnung als Spiel des Jahres etwa 10.000 Exemplare, danach musste er aufgrund des Erfolges zum Weihnachtsgeschäft 2020 weitere 150.000 Exemplare herstellen. Aufgrund des im Spiel enthaltenen Teilesets aus je vier Holzstöcken und vier Steinen wurde dies zu einer logistischen Aufgabe: Die verwendeten „Stöcke“ waren nur über den Bastelbedarf in Kleinmengen verfügbar und bei den Steinen waren spezielle Anforderungen an die Größe und die Qualität des Materials zu beachten. Die Sortierung und Reinigung der letztendlich aus China eingeführten Steine erfolgte in Handarbeit am Standort des Verlages, einem ehemaligen Bauernhof in Heidenau.

## Erweiterungen
In der spielbox 6/2020 erschien gemeinsam mit neuen Fortgeschrittenen-Regeln ein Promo-Set des Spiels mit sechs neuen Fotokarten sowie zwei Karten mit einem grünen Häkchen und einen roten Kreuz, die für das Symbolkarten eingesetzt werden können. 2021 veröffentlichte der Verlag mit Pictures: XL Fotos einen Satz mit größeren Fotokarten, wobei die Fotos allerdings denen des Originalspiels entsprechen. Ebenfalls 2021 erschien mit Pictures: Orange eine erste echte Erweiterung mit 55 zusätzlichen doppelseitigen Fotokarten sowie zwei zusätzlichen Materialsets, eines mit Symbolplättchen und eines mit Wäscheklammern und Moosgummiplättchen. Eine Weihnachtserweiterung folgte 2022 mit Pictures: X-mas und 2024 wurde mit Pictures: USA eine Erweiterung mit Fokus auf die Vereinigten Staaten sowie weiteren Materialsets bestehend aus transparente Karten mit verschiedenen Formen und einem neuen Set aus sieben Würfeln mit verschiedenen Motiven veröffentlicht.

## Belege
1. 1 2 3 4 5  Pictures, PD-Verlag 2019
2. 1 2  Pictures, Versionen bei BoardGameGeek. Abgerufen am 28. Juni 2020.
3. 1 2  Stefan Duksch: Steine waschen im Schweinestall. spielbox; S. 22–23.
4. ↑  Die Gewinner 2020 stehen fest auf der Website des Spiel des Jahres e. V., 20. Juli 2020; abgerufen am 28. Juni 2020.
5. ↑  Pictures. Rezension auf „Games We Play“; abgerufen am 28. Juni 2020.
6. 1 2  Pictures. Rezension auf „Rezensionen für Millionen“, 8. Februar 2020; abgerufen am 28. Juni 2020.
7. ↑  Pictures: spielbox-Promoset in der Spieledatenbank BoardGameGeek (englisch); abgerufen am 31. Oktober 2024.
8. ↑  Pictures: XL Fotos in der Spieledatenbank BoardGameGeek (englisch); abgerufen am 31. Oktober 2024.
9. ↑  Pictures: Orange in der Spieledatenbank BoardGameGeek (englisch); abgerufen am 31. Oktober 2024.
10. ↑  Pictures: X-mas in der Spieledatenbank BoardGameGeek (englisch); abgerufen am 31. Oktober 2024.
11. ↑  Pictures: USA in der Spieledatenbank BoardGameGeek (englisch); abgerufen am 31. Oktober 2024.